# Tunak Tunak Tun
„Tunak Tunak Tun” (często skracane do Tunak) – piosenka z 1998 roku z gatunku bhangra/pop autorstwa hinduskiego wykonawcy z Pendżabu, Dalera Mehndiego. Stała się ona internetowym fenomenem. Teledysk do „Tunaka” był pierwszym filmem zrealizowanym w Indiach w technice greenscreen, który pozwolił Mehndiemu na zwielakratnianie swojej postaci oraz dodawanie rozmaitych teł przy pomocy techniki komputerowej.
Taniec Mehndiego został wykorzystany przez firmę Blizzard w grze World of Warcraft jako taniec mężczyzn rasy Draenei, podobnie jak w grze Medal of Honor: Allied Assault jako easter egg.